# Konstantin Czechowicz
Konstantin Czechowicz, plným jménem Konstantin rytíř (Ritter von) Czechowicz (po udělení šlechtického titulu v roce 1912), ukrajinsky Константин Чехович (15. října 1847 Dziewięcierz [Džěvienčěř], (ukrajinsky Девятир [Deviatyr]) – 28. dubna 1915 Přemyšl). V letech 1896–1915 řeckokatolický biskup přemyšlský, samborský a sanocký, aktivní podporovatel ukrajinského národního hnutí.

## Životopis

### Původ a studia
Narozen ve vesnici Dziewięcierz, v rodině kněze Josefa Czechowicze a matky Antoniny (dcera kněze Jakuba Paslawského v Gubyči). Základní školu ukončil v roce 1858 v Javorivě, pokračoval na gymnáziu ve Lvově, maturoval v roce 1868. Ve Lvově studoval na teologické fakultě Lvovské univerzity, kterou ukončil v roce 1871.

### Období 1871–1896
Svatba s Marii Sinkiewicz (28. 6. 1856 – 12. 8. 1873) byla 12. září 1872 v Liubyni (okres Javoriv). Vysvěcen na kněze byl 5. ledna 1873 přemyšlským biskupem Ivanem Saturninem Stupnickým a 11. ledna 1873 se stal vikářem na faře v Molodyči (jaroslavský okres, nyní Polsko). Následujícího roku jmenován prefektem Lvovského teologického semináře. V roce 1876 začal působit na faře v Dziewięcierzu a o rok později (po smrti svého otce), zde převzal farnost. V letech 1877–1887 byl také vojenským kaplanem a kancléřem přemyšlského biskupství. 5. prosince 1887 císařským dekretem jmenován kanovníkem řeckokatolické kapituly v Přemyšlu. 25. ledna 1888 biskupem Ivanem Saturninem Stupnickým jmenován rektorem teologického semináře v Přemyšlu. Zastával pozici kuríjního kancléře, papežského komorníka a po smrti biskupa Juliana Peleše (29. dubna 1896) se stal kapitulním vikářem a diecézním administrátorem.

### Vysvěcení na biskupa, aktivity 1896–1914
17. listopadu 1896 byl císařem Františkem Josefem I. nominován biskupem přemyšlským, samborským a sanockým, následně 9. února 1897 vysvěcen a ustanoven do úřadu v Přemyšlu. Jako biskup byl velmi činorodý. Zorganizoval a vedl diecézní synodu (1.–3. listopadu 1898). Byla to 1.synoda po roce 1818 a zároveň poslední do likvidace diecéze v roce 1946. Vysvětil téměř 100 kostelů, navštívil více než 20 děkanských kanceláří. Byl vysoce aktivní ve veřejném a duchovním životě přemyšlské diecéze. Významně přispěl k výstavbě současného seminárního teologického semináře v Přemyšlu a zasadil se o vybudování nového tzv. prelátského domu (současný název: Palác řeckokatolických biskupů). Intenzívně spolupracoval se lvovským metropolitou Andrejem Šeptyckým na založení a rozvíjení řeckokatolické církve v Severní Americe a Kanadě na podporu emigrantů z Haliče.
Většina členů kapituly a kněží v jeho biskupství byli uvědomělí Ukrajinci. Přivedl do Přemyšlu dva ženské řády: Sestry Bazylianky a Sestry služebnice. Jeho přičiněním byl vybudován komplex teologického semináře, byl dlouholetým aktivním podporovatelem výchovně vzdělávacího institutu pro dívky v Přemyšlu (původní název „Ruský institut pro dívky“, později transformovaný na „Ukrajinský institut pro dívky v Přemyšlu“).
Aktivně se podílel na zřízení několika finančních institucí v Přemyšlu: „Ukrajinská spořitelna“, Společnost vzájemných půjček „Vira“ a „Měšťanská pokladna“.
Biskup Czechowicz byl zastáncem národnostního uvědomění a oponentem rusofilství.

### Ocenění, vyznamenání, povýšení do rytířského stavu
Za své činnosti získal mnohá vyznamenání a ocenění. V roce 1897 obdržel od papeže řád „Fidel et Virtuti“, o dva roky později od císaře Františka Josefa I. „Řád železné koruny II.třídy“, stal se papežským domácím prelátem a trůnním asistentem, hrabětem Říma, rytířem velkého kříže papežského řádu Sv. hrobu v Jeruzalémě, tajným radou císaře s právem používat císařskou korunu ve svém monogramu. Několik funkčních období byl poslancem Haličského zemského sněmu (od roku 1912 zde zastupoval, ve funkci místopředsedy sněmu, arcibiskupa/metropolitu Andreje Šeptyckého).
Za své zásluhy byl císařem Františkem Josefem I. 25. prosince 1912 povýšen do rytířského stavu. Listinou z 5. března 1913 mu pak byl udělen erb podobný polskému herbu Ostoja, který užíval šlechtický rod Czechowiczů (s ním ale Konstantin spřízněn nebyl): v modrém štítě stříbrný meč, jehož čepel je nahoře provázena dvěma přivrácenými stříbrnými půlměsíci .Na štítě korunovaná turnajská přílba s modro-stříbrnými přikrývadly. Klenotem je pět per, střídavě tři stříbrná a dvě modrá.

### Období 1914–1915
Vypuknutí první světové války zastihlo biskupa na léčebném pobytu v Mariánských Lázních (10.–14. červenec 1914, Villa Notre Dame). Okamžitě se vrátil do Přemyšlu, vzhledem k blížícím se ruským jednotkám vydal potřebné rozkazy kaplanům a věřícím. Během obléhání Přemyšlu ruskou armádou, byl úřadem rakouského vojenského velitele města opakovaně vyzýván k uchýlení se na bezpečné místo – odmítl a ve městě zůstal. Zdraví biskupa bylo podlomeno probíhajícími vojenskými operacemi, perzekucemi řeckokatolických katolíků rakouskými úřady, jejich obvinění z nepřijetí politiky rakouských úřadů a i obvinění císaře Františka Josefa I. z neloajálnosti. V březnu 1915 neuposlechl ruské generály a nesouhlasil s uvítáním cara Mikuláše II. a mší v Přemyšlu. Výsledkem bylo domácí věznění, během něhož ho ruské úřady vystavily intenzivnímu psychickému tlaku, což mělo za následek srdeční infarkt a 28. dubna 1915 jeho smrt. Pohřben byl 1. května 1915 do rodinné hrobky na Centrálním hřbitově v Přemyšlu.

## Fotogalerie

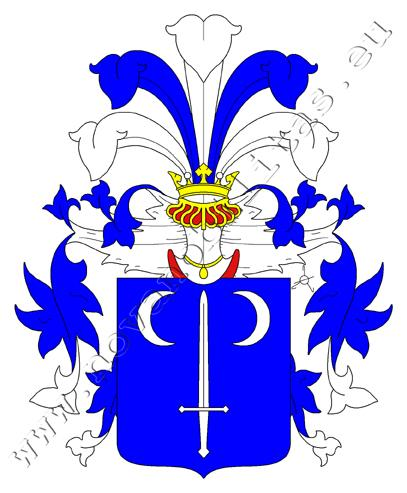
Erb – Konstantin Ritter von Czechowicz
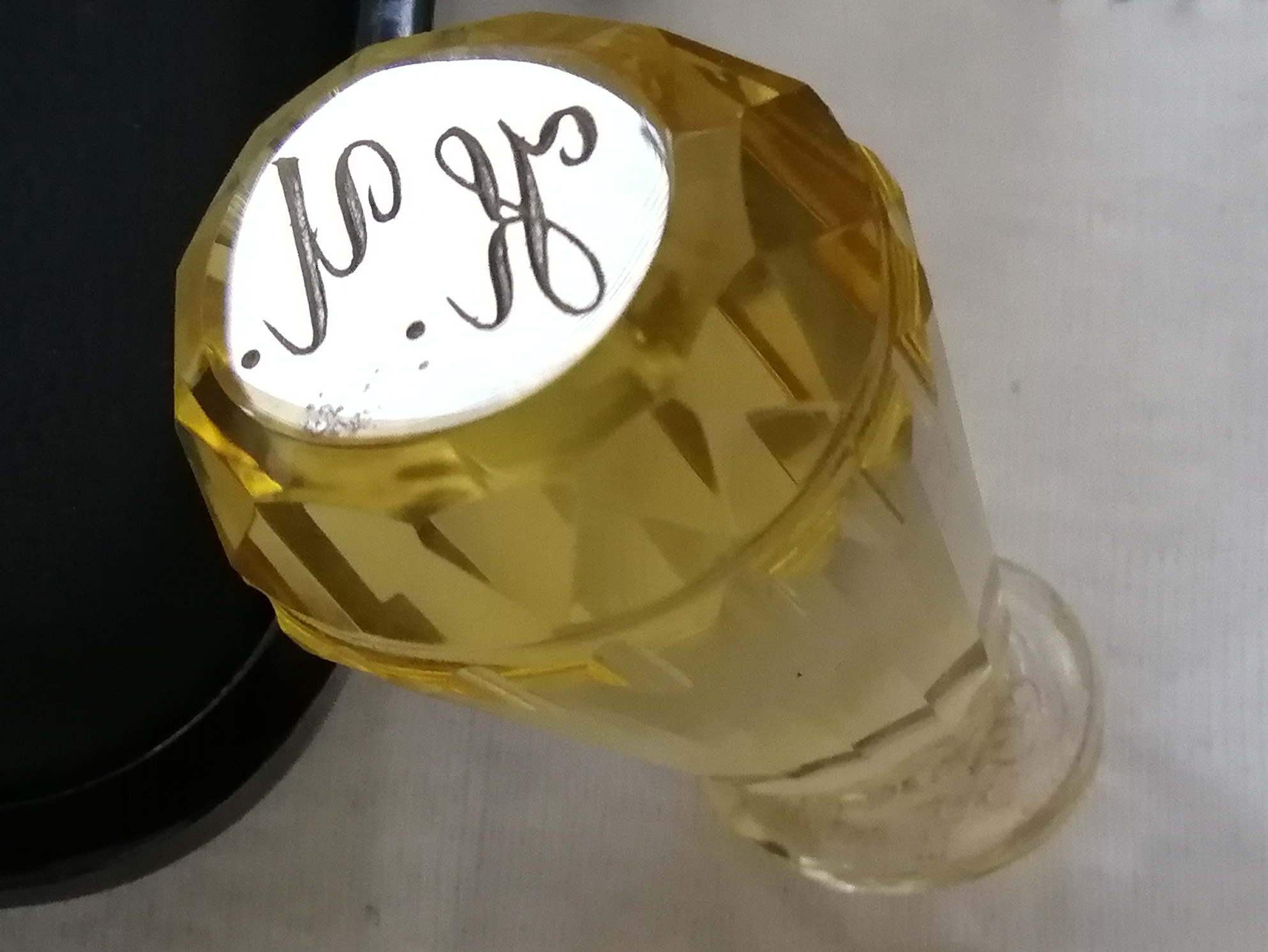
Pečetidlo biskupa Konstantina Czechowicze – vrchní část
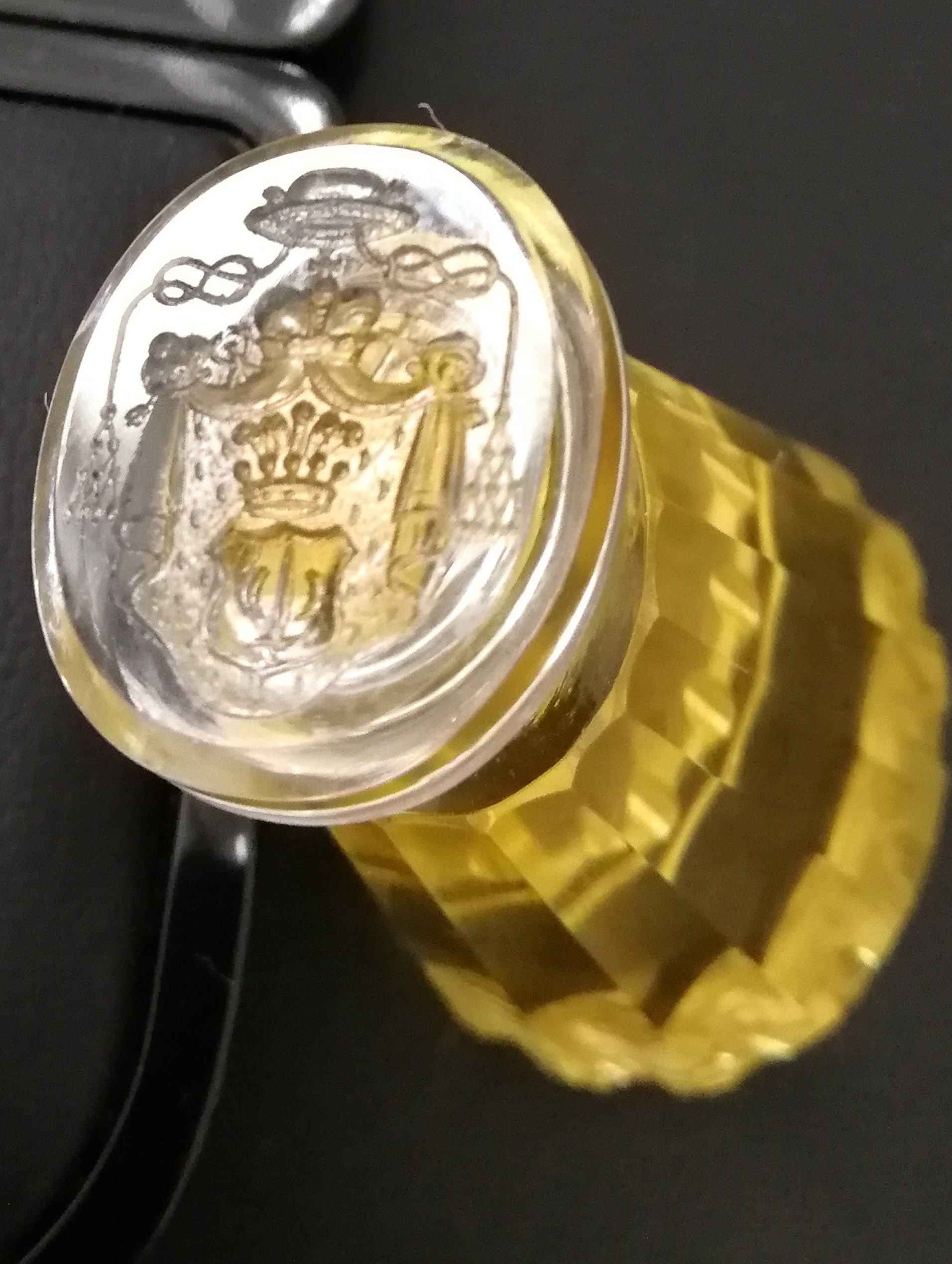
Pečetidlo biskupa Konstantina Czechowicze
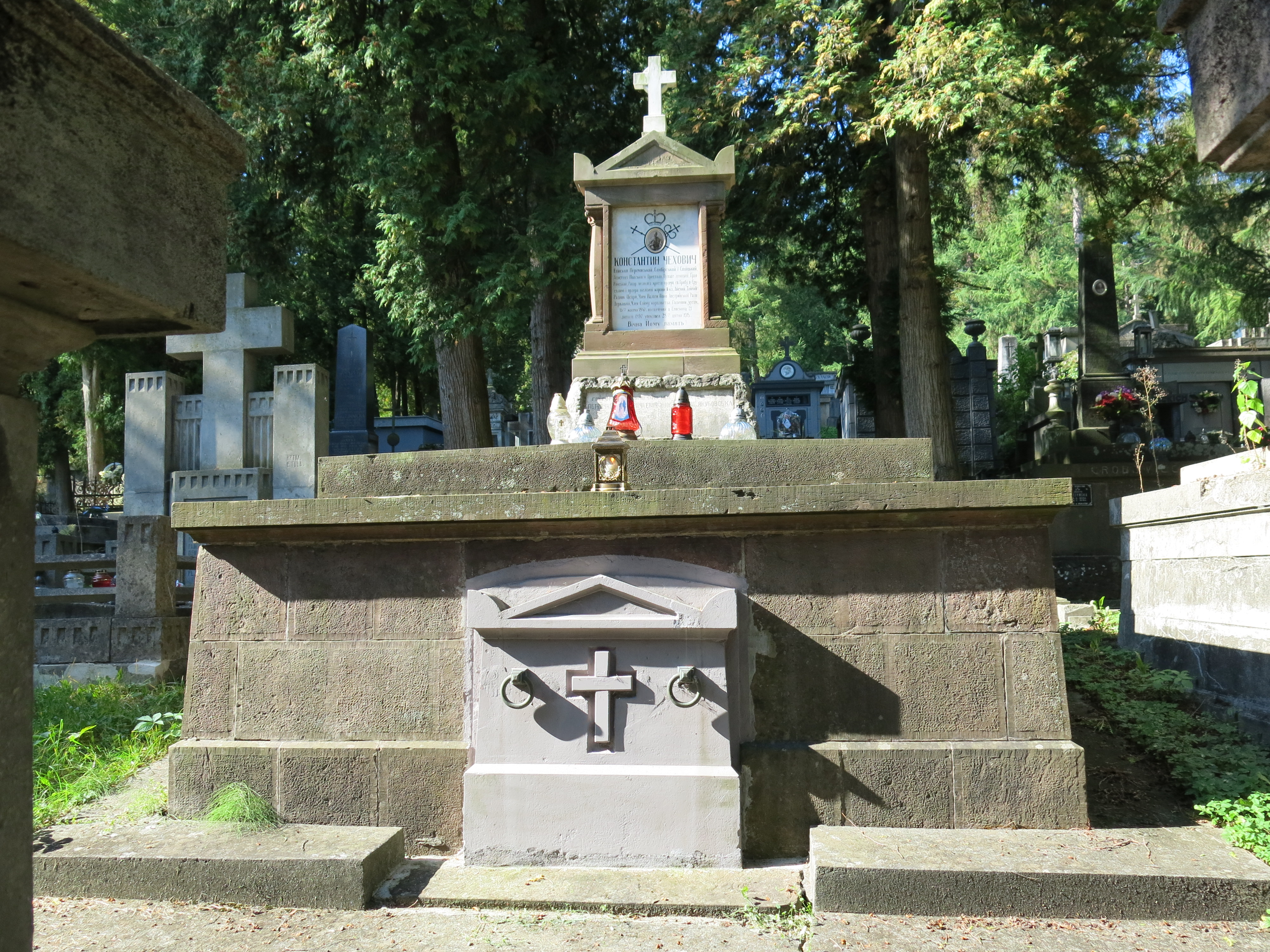
Přemyšl - Centrální hřbitov: Hrobka biskupa Konstantina Czechowicze
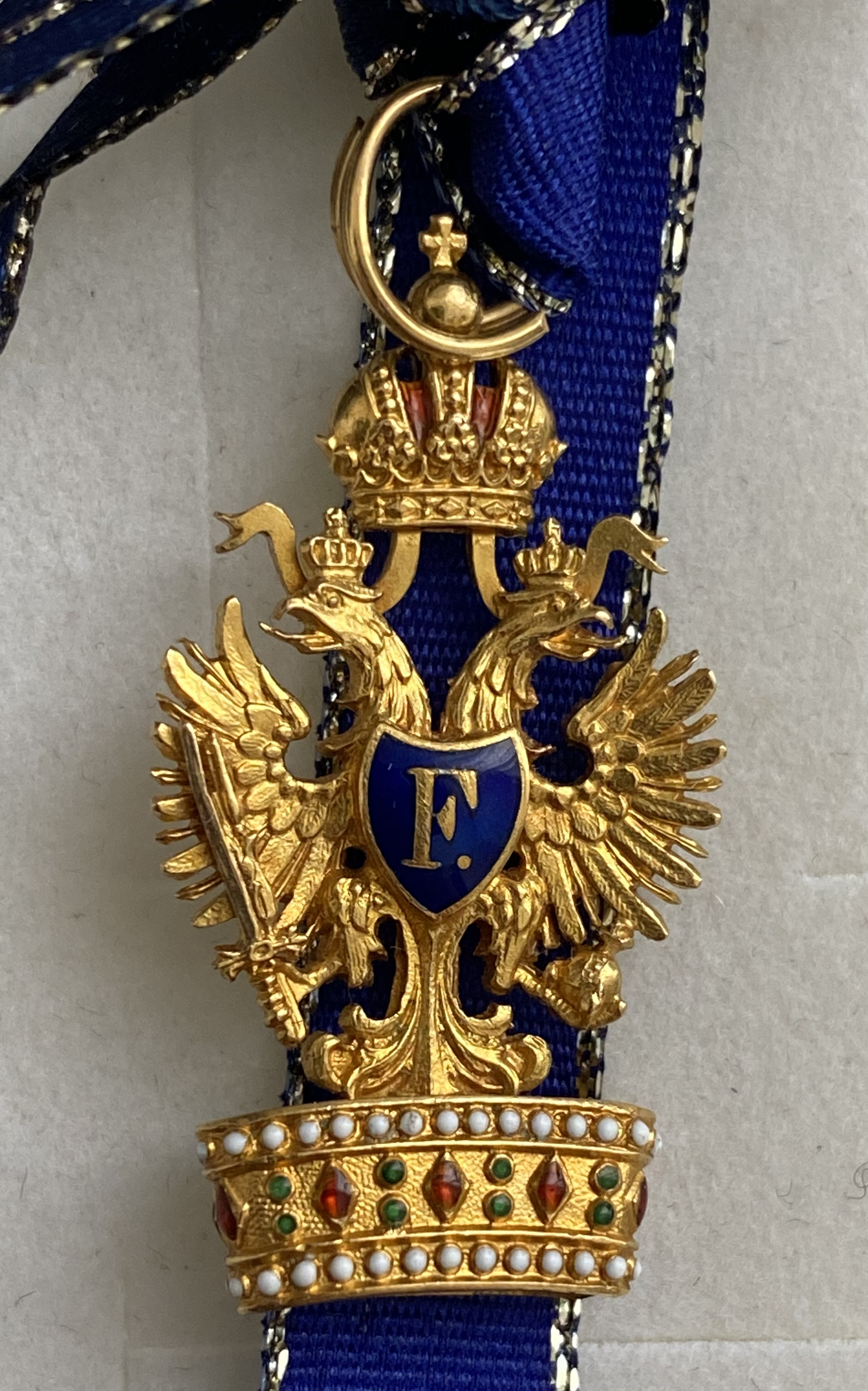
Řád železné koruny II. třídy (avers)
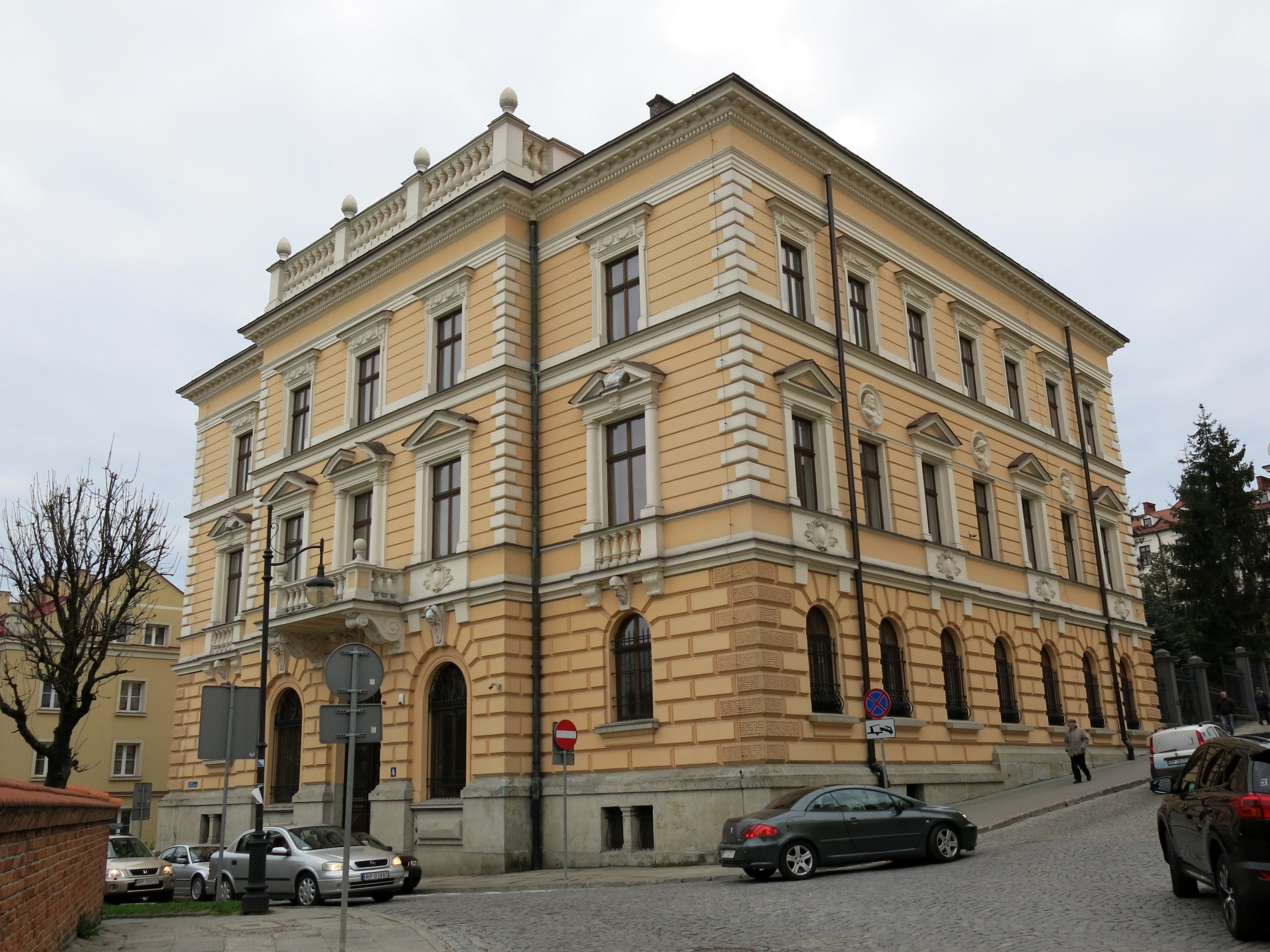
Palác řeckokatolických biskupů, Přemyšl